# بوبر آنسورژ
بوبر آنسورژ (نام علمی: Eurillas ansorgei) نام یک گونه از سرده بوبرهای پهن است.